# Selinoús Potamós
Selinoús Potamós är ett vattendrag i Grekland. Det ligger i den centrala delen av landet, 140 km väster om huvudstaden Aten.